# Bravo (Band)
Bravo war eine spanische Schlager-Band, die von 1982 bis 1985 bestand.

## Werdegang
Sie wurden auserwählt, ihr Land beim Concours Eurovision de la Chanson 1984 in Luxemburg zu vertreten. Ihr Schlager Lady, Lady erreichte den dritten Platz.
Auftritte hatte die Gruppe in Spanien und Südamerika. Sie veröffentlichte zwei Langspielplatten.

## Bandmitglieder
Amaya Saizar, Luis Villar, Yolanda Hoyos und Esteban Santos.